# Double Dragon IV
Double Dragon IV (ダブルドラゴン Ⅳ) est un jeu vidéo de type beat them all développé et édité par Arc System Works, sorti en 2017 sur Windows, PlayStation 4, Nintendo Switch, iOS et Android.

## Accueil
- Canard PC : 3/10[1]